# Datong He
Datong He (kinesiska: 大通河) är ett vattendrag i Kina. Det ligger i den centrala delen av landet, 1 200 km väster om huvudstaden Peking.